# Ommatolampidinae
Sous-famille
Synonymes
- Ommatolampinae Brunner von Wattenwyl, 1893

Les Ommatolampidinae sont une sous-famille d'insectes orthoptères de la famille des Acrididae.

## Distribution
Les espèces de cette sous-famille se rencontrent en Amérique.

## Liste des genres
Selon Orthoptera Species File (24 juillet 2018) :
- tribu Abracrini Amédégnato, 1974
  - genre Abracris Walker, 1870
  - genre Agesander Stål, 1878
  - genre Arimacris Matiotti da Costa & Silva Carvalho, 2006
  - genre Caruaruacris Matiotti da Costa & Silva Carvalho, 2006
  - genre Eujivarus Bruner, 1911
  - genre Eusitalces Bruner, 1911
  - genre Ixalotettix Amédégnato & Descamps, 1979
  - genre Jodacris Giglio-Tos, 1897
  - genre Liebermannacris Matiotti da Costa & Silva Carvalho, 2006
  - genre Monneacris Amédégnato & Descamps, 1979
  - genre Omalotettix Bruner, 1906
  - genre Orthoscapheus Bruner, 1906
  - genre Parasitalces Bruner, 1911
  - genre Psiloscirtus Bruner, 1911
  - genre Rhachicreagra Rehn, 1905
  - genre Robustusacris Matiotti da Costa & Silva Carvalho, 2006
  - genre Roppacris Amédégnato & Descamps, 1979
  - genre Salvadoracris Matiotti da Costa & Silva Carvalho, 2006
  - genre Sitalces Stål, 1878
  - genre Teinophaus Bruner, 1908
  - genre Xiphiola Bolívar, 1896
- tribu Aspidophymini Bolívar, 1884
  - genre Aspidophyma Bolívar, 1884
  - genre Loepacris Descamps & Amédégnato, 1973
  - genre Malezacris Amédégnato & Poulain, 1998
  - genre Thamnacris Descamps & Amédégnato, 1972
- tribu Clematodinini Amédégnato, 1974
  - genre Clematodina Günther, 1940
  - genre Rehnuciera Carbonell, 1969
- tribu Ommatolampidini Brunner von Wattenwyl, 1893
  - sous-tribu Ommatolampina Brunner von Wattenwyl, 1893
    - genre Dicaearchus Stål, 1878
    - genre Episomacris Carbonell & Descamps, 1978
    - genre Eucosmetacris Carbonell & Descamps, 1978
    - genre Eulampiacris Carbonell & Descamps, 1978
    - genre Hippariacris Carbonell & Descamps, 1978
    - genre Kyphiacris Carbonell & Descamps, 1978
    - genre Lamiacris Carbonell & Descamps, 1978
    - genre Leptopteracris Carbonell & Descamps, 1978
    - genre Muriciacris Matiotti da Costa, 2014
    - genre Nepiopteracris Carbonell & Descamps, 1978
    - genre Ommatolampis Burmeister, 1838
    - genre Peruana Koçak & Kemal, 2008
    - genre Ronderosacris Carbonell & Descamps, 1978
    - genre Stenelutracris Carbonell & Descamps, 1978
    - genre Tingomariacris Carbonell & Descamps, 1978

  - sous-tribu Oulenotacrina Amédégnato, 1977
    - genre Agrotacris Descamps, 1979
    - genre Anablysis Gerstaecker, 1889
    - genre Ananotacris Descamps, 1978
    - genre Antiphanes Stål, 1878
    - genre Barypygiacris Descamps, 1979
    - genre Demochares Bolívar, 1906
    - genre Eurybiacris Descamps, 1979
    - genre Hysterotettix Descamps, 1979
    - genre Odontonotacris Descamps, 1978
    - genre Pseudhypsipages Descamps, 1977

  - sous-tribu Vilernina Brunner von Wattenwyl, 1893
    - genre Acridocryptus Descamps, 1976
    - genre Aptoceras Bruner, 1908
    - genre Bryophilacris Descamps, 1976
    - genre Cryptacris Descamps & Rowell, 1984
    - genre Hypsipages Gerstaecker, 1889
    - genre Nicarchus Stål, 1878
    - genre Rhabdophilacris Descamps, 1976
    - genre Sciaphilacris Descamps, 1976
    - genre Sclerophilacris Descamps, 1976
    - genre Agenacris Amédégnato & Descamps, 1979
    - genre Caletes Redtenbacher, 1892
    - genre Carbonelliella Cadena-Castañeda & Cardona, 2015
    - genre Leptomerinthoprora Rehn, 1905
    - genre Leticiacris Amédégnato & Descamps, 1978
    - genre Locheuma Scudder, 1897
    - genre Lysacris Descamps & Amédégnato, 1972
    - genre Machaeropoles Rehn, 1909
    - genre Pseudovilerna Descamps & Amédégnato, 1989
    - genre Sciponacris Descamps, 1978
    - genre Vilerna Stål
- tribu Pauracrini Amédégnato, 1974
  - genre Christenacris Descamps & Rowell, 1984
  - genre Pauracris Descamps & Amédégnato, 1972
- tribu Pycnosarcini Liebermann, 1951
  - genre Apoxycephalacris Amédégnato & Descamps, 1978
  - genre Pycnosarcus Bolívar, 1906
- tribu Syntomacrini Amédégnato, 1974
  - sous-tribu Caloscirtina Descamps, 1977
    - genre Adelacris Descamps & Amédégnato, 1972
    - genre Anoptotettix Amédégnato & Descamps, 1979
    - genre Ateliacris Descamps & Rowell, 1978
    - genre Beoscirtacris Descamps, 1977
    - genre Calohippus Descamps, 1978
    - genre Caloscirtus Bruner, 1911
    - genre Eugenacris Descamps & Amédégnato, 1972
    - genre Hylescirtacris Descamps, 1978
    - genre Machigengacris Descamps, 1977
    - genre Miacris Descamps, 1981
    - genre Microtylopteryx Rehn, 1905
    - genre Ociotettix Amédégnato & Descamps, 1979
    - genre Ortalacris Descamps & Amédégnato, 1972
    - genre Oteroa Amédégnato & Descamps, 1979
    - genre Oyampiacris Descamps, 1977
    - genre Pseudanniceris Descamps, 1977
    - genre Stigacris Descamps, 1977

  - sous-tribu Syntomacrina Amédégnato, 1974
    - genre Amblyxypha Uvarov, 1925
    - genre Anniceris Stål, 1878
    - genre Deinacris Amédégnato & Descamps, 1979
    - genre Osmiliola Giglio-Tos, 1897
    - genre Phaulacris Amédégnato & Descamps, 1979
    - genre Pollostacris Amédégnato & Descamps, 1979
    - genre Pseudococama Descamps & Amédégnato, 1971
    - genre Rhabdoscirtus Bruner, 1911
    - genre Rhopsotettix Amédégnato & Descamps, 1979
    - genre Rhyphoscirtus Amédégnato & Descamps, 1979
    - genre Seabracris Amédégnato & Descamps, 1979
    - genre Syntomacrella Descamps, 1978
    - genre Syntomacris Walker, 1870
    - genre Xiphidiopteron Bruner, 1910
- tribu indéterminée
  - genre Acridurus Perez-Gelabert, Dominici, Hierro & Otte, 1995
  - genre Beckeracris Amédégnato & Descamps, 1979
  - genre Hispanacris Perez-Gelabert, Dominici, Hierro & Otte, 1995
  - genre Hispanotettix Perez-Gelabert, Dominici, Hierro & Otte, 1995
  - genre Lagidacris Amédégnato & Descamps, 1979
  - genre Reyesacris Fontana, Buzzetti & Mariño-Pérez, 2011
  - genre Tergoceracris Perez-Gelabert & Otte, 2003

## Publication originale
- Brunner von Wattenwyl, 1893 : Révision du système des orthoptères et description des espèces rapportées par M. Leonardo Fea de Birmanie.  Annali del Museo Civico di Storia Naturale ‘Giacomo Doria’, Genova, vol. 33, p. 1–230 (texte intégral).